# Spálené Poříčí (zámek)
Zámek Spálené Poříčí se nachází ve stejnojmenném městě v okrese Plzeň-jih v Plzeňském kraji. Je chráněn jako kulturní památka. Renesanční zámek vznikl kolem roku 1617 za Vratislavů z Mitrovic, jimž panství patřilo přes sto let (1603–1715). Od poloviny 18. století je vlastníkem zámku metropolitní kapitula sv. Víta v Praze (s přestávkou v letech 1948–1989). Během 18. a 19. století prošel zámek dalšími stavebními úpravami ve stylu baroka a pseudogotiky.

## Historie

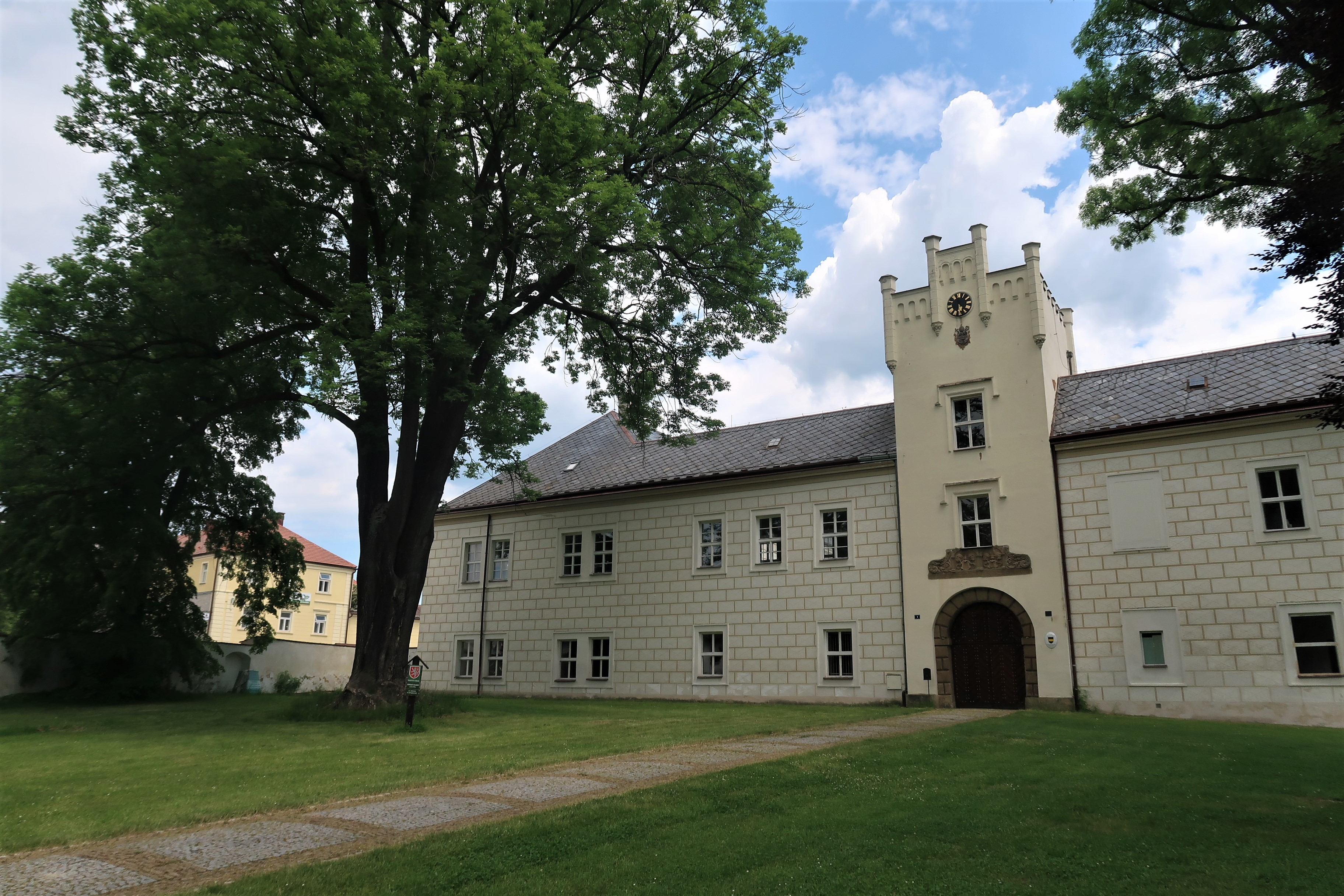
Vstupní průčelí zámku směrem z náměstí

První písemná zmínka o Poříčí je datována k roku 1239, kdy vesnici koupil kladrubský klášter od Budislava z Rožmitálu. Za pozdějších majitelů pánů ze Švamberka bylo Poříčí povýšeno na městečko a pravděpodobně v této době vznikla i gotická tvrz. Šlechtické sídlo je poprvé doloženo až v kupní smlouvě z roku 1413, kdy Poříčí s dalšími vesnicemi získal Habart z Vinařic. Později se ve vlastnictví městečka a tvrze vystřídalo několik dalších rodin, během 15. století bylo za pánů z Donína Poříčí připojeno k hradu Vlčtejn. Znovu se samostatným statkem stalo v roce 1506, kdy jej získali páni z Roupova. Jan z Roupova nechal obnovit tvrz, která trpěla předchozím častým střídáním majitelů, nebyla obývaná a zpustla. Páni z Roupova vládli na Poříčí osmdesát let a majetek dále rozšiřovali, takže při další změně majitele v roce 1587 patřilo k panství již čtrnáct vesnic. V roce 1587 koupil Poříčí za 68 000 kop grošů míšeňských Karel Kokořovec z Kokořova, majitel nedalekého panství Šťáhlavy. Ten část panství připojil ke Šťáhlavům, druhou část přenechal své sestře Kateřině, provdané za Jana Horčice z Prostého. Jan starší Horčice z Prostého založil pivovar, ovčín a železné hutě, uplatnil se také ve veřejném životě jako hejtman Prácheňského kraje.
V roce 1603 se majitelem Poříčí stal Adam Vratislav z Mitrovic (†1624), jehož manželka Salomena, rozená Horčicová z Prostého (†1630), dostala panství darem od svého otce. Adam Vratislav rozšířil majetek přikoupením nedalekého Mirošova a především se zasloužil o výstavbu zámku v Poříčí. Zámek vznikl kolem roku 1617 v renesančním slohu jako trojkřídlá budova. Adam Vratislav hlasoval v roce 1618 pro zvolení Fridricha Falckého českým králem a v pobělohorských konfiskacích byl jeho majetek ohrožen, nakonec ale musel zaplatit jen pokutu 500 kop grošů. Během stavovského povstání v říjnu 1620 pobývala v městečku armáda generála Buquoye, která při odchodu směrem k Praze Poříčí zapálila. Protože většina obyvatel předtím z městečka uprchla, požár se nekontrolovaně šířil a díky úplné devastaci získalo městečko název Spálené Poříčí. Po smrti Adama Vratislava a jeho manželky vlastnil panství jejich nezletilý syn Jiří Zdeněk (1621–1655), který byl spolu s dalšími příbuznými povýšen v roce 1629 do panského stavu. Ten na zámku v Poříčí trvale sídlil a také zde zemřel. Jeho manželka Maxmiliána Kateřina, rozená Vrábská z Vrabí (†1666), se podruhé provdala za Kryštofa Ignáce Karla ze Svárova, který dočasně Poříčí spravoval. Panství bylo v té době rozděleno na několik dílů, v roce 1689 bylo ale znovu sceleno v rukou Vratislavů z Mitrovic. Václav Ignác (Hynek) Vratislav z Mitrovic (1645–1727) nechal na náměstí postavit sochu sv. Jana Nepomuckého a za války o španělské dědictví zřídil v Poříčí manufakturu na výrobu pušek (1708). Podle smlouvy s dvorskou komorou měla dílna dodávat císařské armádě 12 000 pušek ročně.

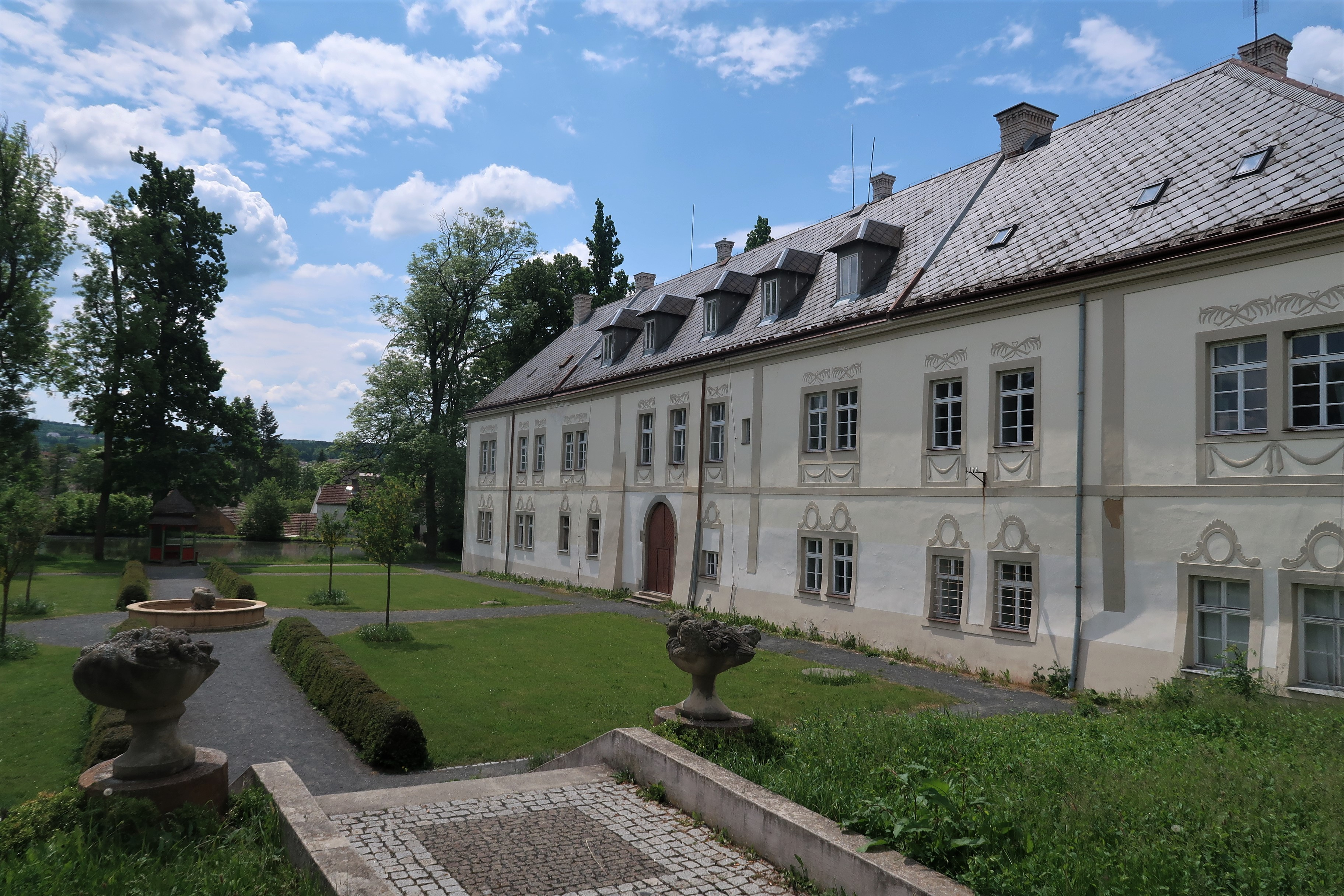
Východní křídlo zámku se zahradou

Vratislavové z Mitrovic nakonec panství prodali v roce 1715. Majetek s devíti vesnicemi a několika hospodářskými dvory koupila za 188 000 zlatých hraběnka Polyxena Clary-Aldringenová, rozená Desfoursová (1671-1728). Ta v roce 1718 navíc získala sousední statek Těnovice. Po její smrti zdědil Spálené Poříčí bratr Albrecht Maxmilián II. Desfours (1671–1732). Po jeho smrti se na zámku v Poříčí trvale usadil nejstarší syn Karel Josef Desfours (1701–1775), který zároveň vlastnil Hrubý Rohozec. Ten vedl nákladný společenský život, pořádal hony a slavnosti a za války o rakouské dědictví upadl v nemilost u Marie Terezie tím, že na zámku ve Spáleném Poříčí hostil francouzské generály. Rozhazovačným způsobem života upadl Karel Josef Desfours do vysokých dluhů a na jeho majetek byla uvalena vnucená správa. Panství Spálené Poříčí s šestnácti vesnicemi koupila v roce 1749 metropolitní kapitula sv. Víta v Praze za 461 500 zlatých. Svatovítská kapitula vlastnila i další statky v různých částech Čech, ale Spálené Poříčí se s četnými průmyslovými podniky stalo stěžejní majetkovou základnou až do 20. století. Při vpádu pruských vojsk na počátku sedmileté války byl na zámku dočasně uschován svatovítský poklad. Koncem 18. století byl zámek rozšířen o barokní východní trakt, čímž získal podobu čtyřkřídlé budovy s uzaveným nádvořím. Vstupní věž nad hlavním vstupem do zámku z náměstí byla v polovině 19. století upravena pseudogoticky. K datu zrušení poddanství (1848) se na velkostatku Spálené Poříčí uvádí 9 459 hektarů půdy, z čehož byla polovina lesů. Kromě toho k velkostatku patřilo několik průmyslových provozů. Hektarová výměra velkostatku doznala během 19. a 20. století značných ztrát, koncem 19. století k němu patřilo 6 481 hektarů půdy, k dalšímu zmenšení došlo během pozemkové reformy za první republiky. Zámek byl svatovítské kapitule zabaven v roce 1948 a bylo v něm umístěno ředitelství Státních lesů. Po roce 1989 byl v restitucích metropolitní kapitule vrácen a v jejím vlastnictví je dodnes. Značně zchrátralý zámek prošel v devadesátých letech 20. století nákladnou rekonstrukcí.
Zámek patří Metropolitní kapitule u sv. Víta v Praze. V části zámku sídlila dvacet let Církevní střední odborná škola, částečně je využíván k muzejním účelům. Je zde umístěna stálá expozice nazvaná Život na vesnici na počátku 19. století a ukázka dobového nábytku. Církevní škola byla v roce 2016 přemístěna do Plzně, v současnosti zámek poskytuje především ubytovací služby. Bezprostřední okolí zámku má parkovou úpravu, před hlavním průčelím z náměstí roste několik hodnotných dřevin, prostor za východním křídlem má charakter francouzské zahrady s kašnou a sochařskou výzdobou.

## Návštěvnost
| Rok  | Počet návštěvníků |
| ---- | ----------------- |
| 2015 | 7 510             |
| 2016 | 6 532             |
| 2017 | 6 448             |

## Galerie

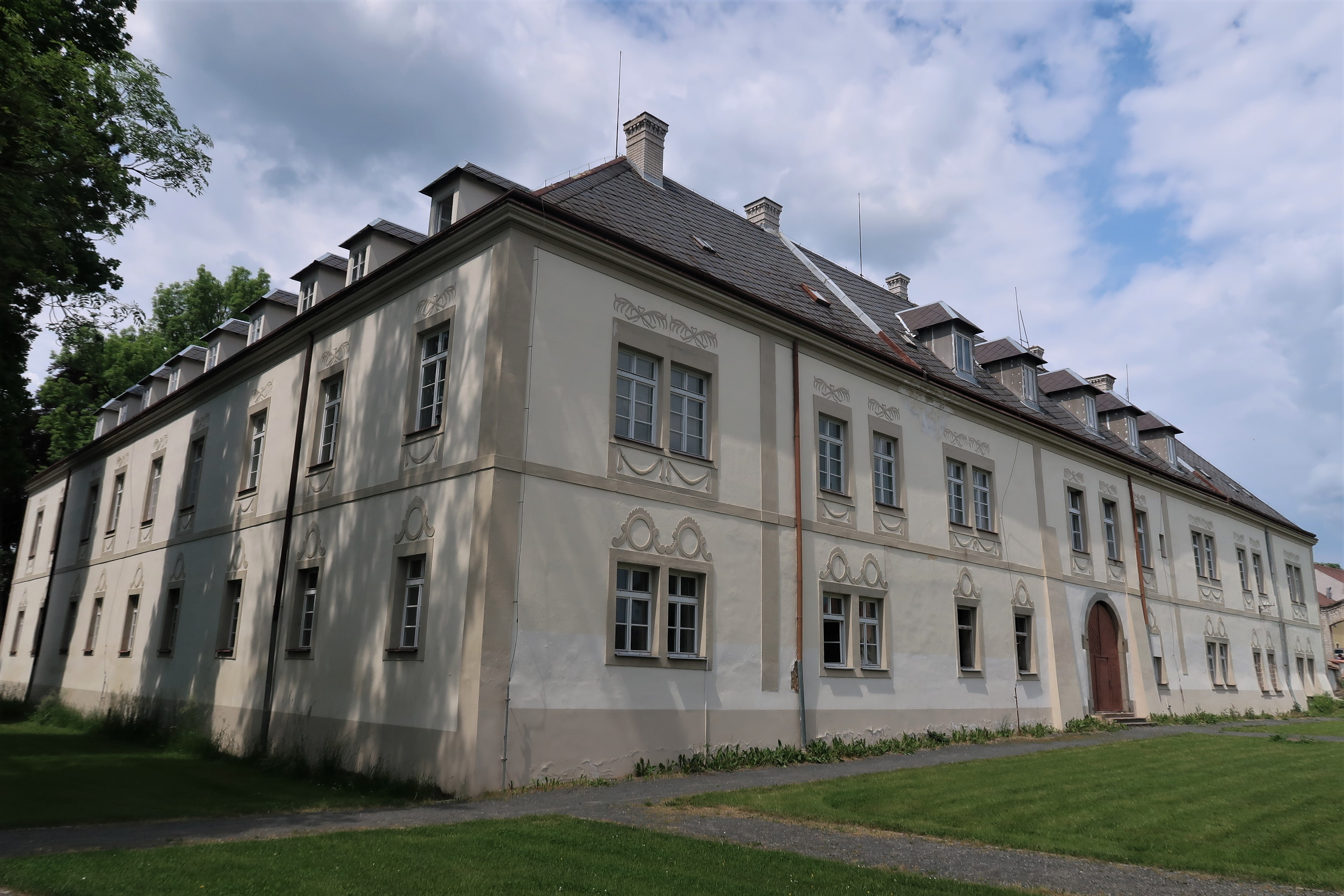
Pohled na zámek od rybníka
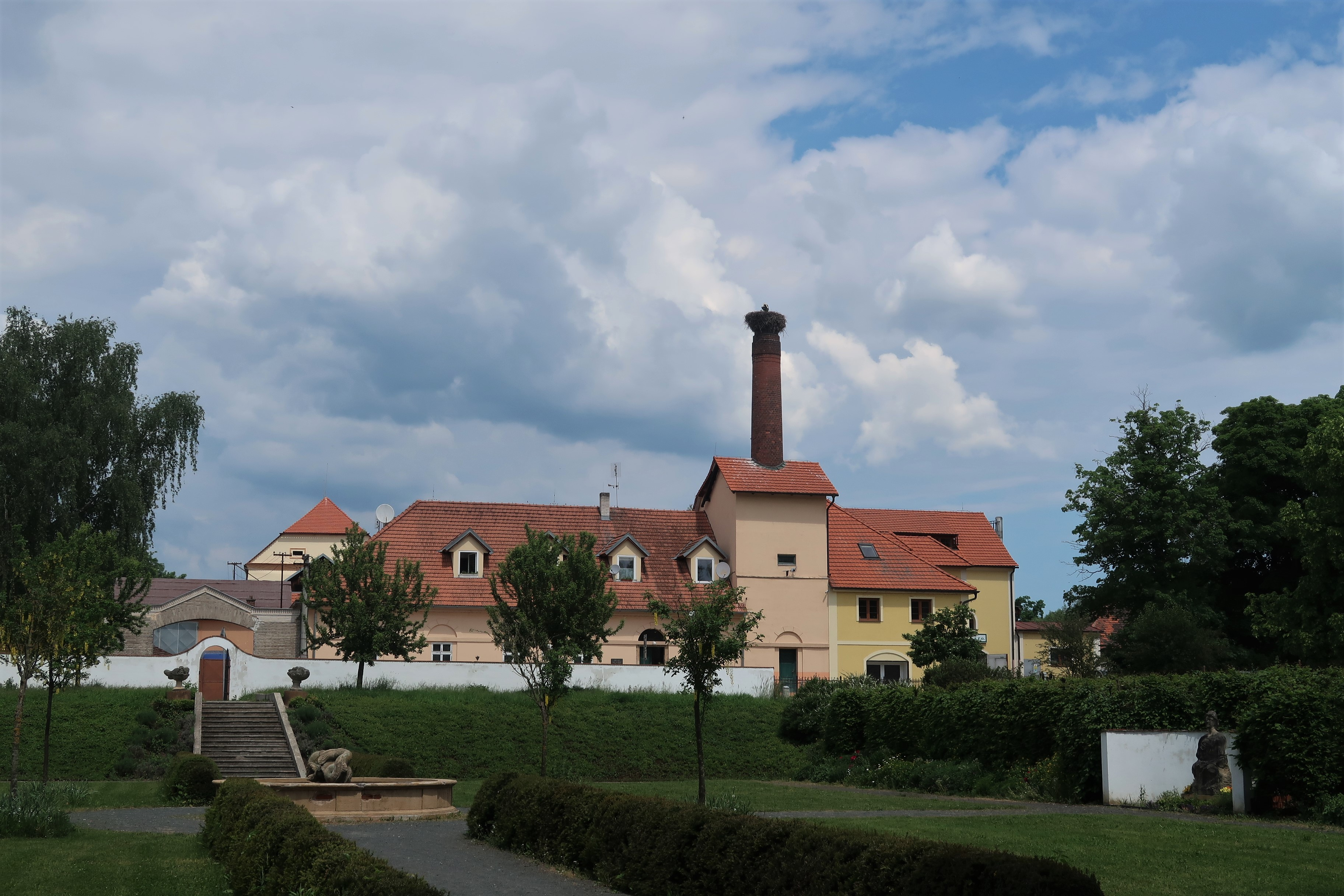
Zámecká zahrada s bývalým panským pivovarem
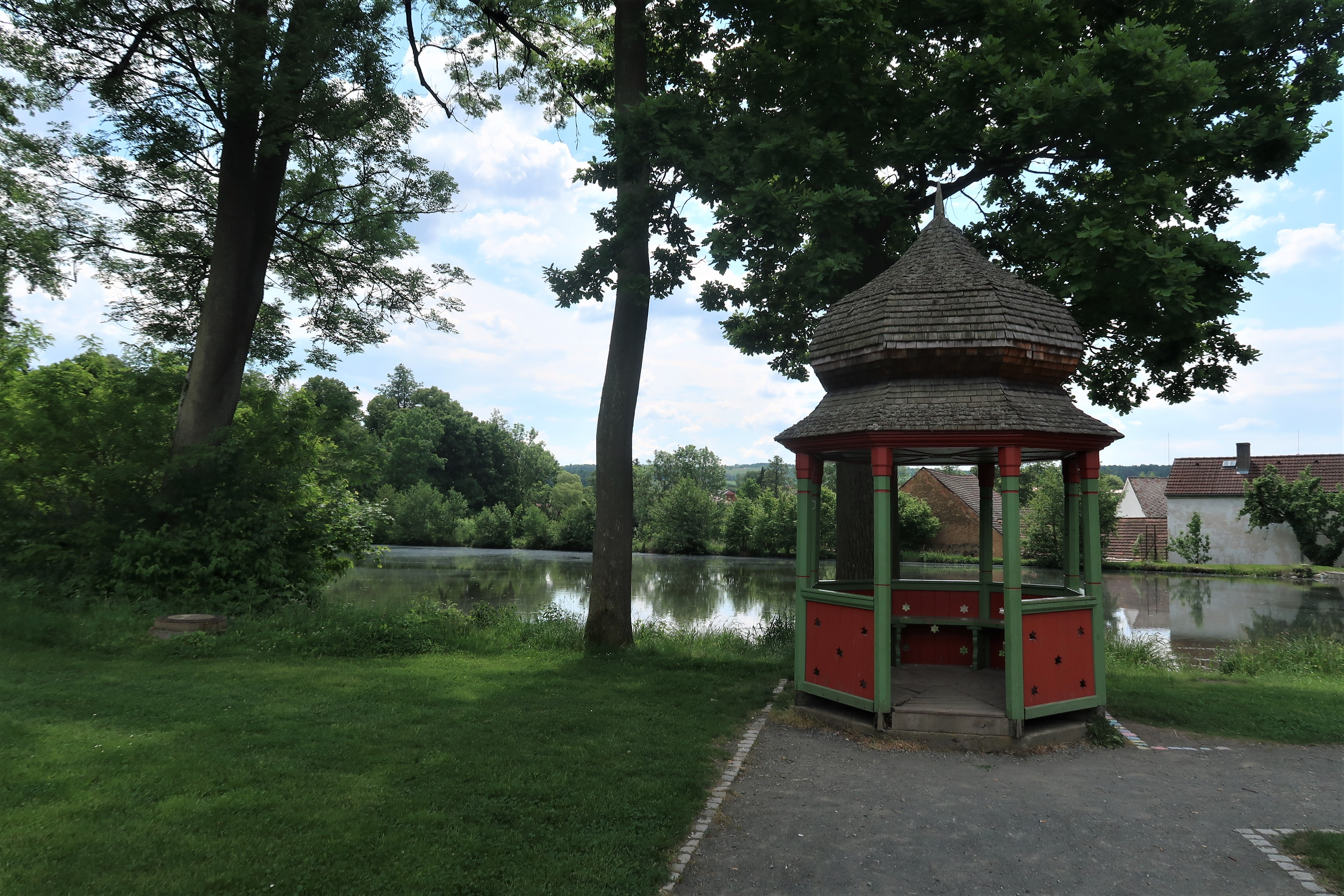
Zámecký rybník s obnoveným barokním altánem
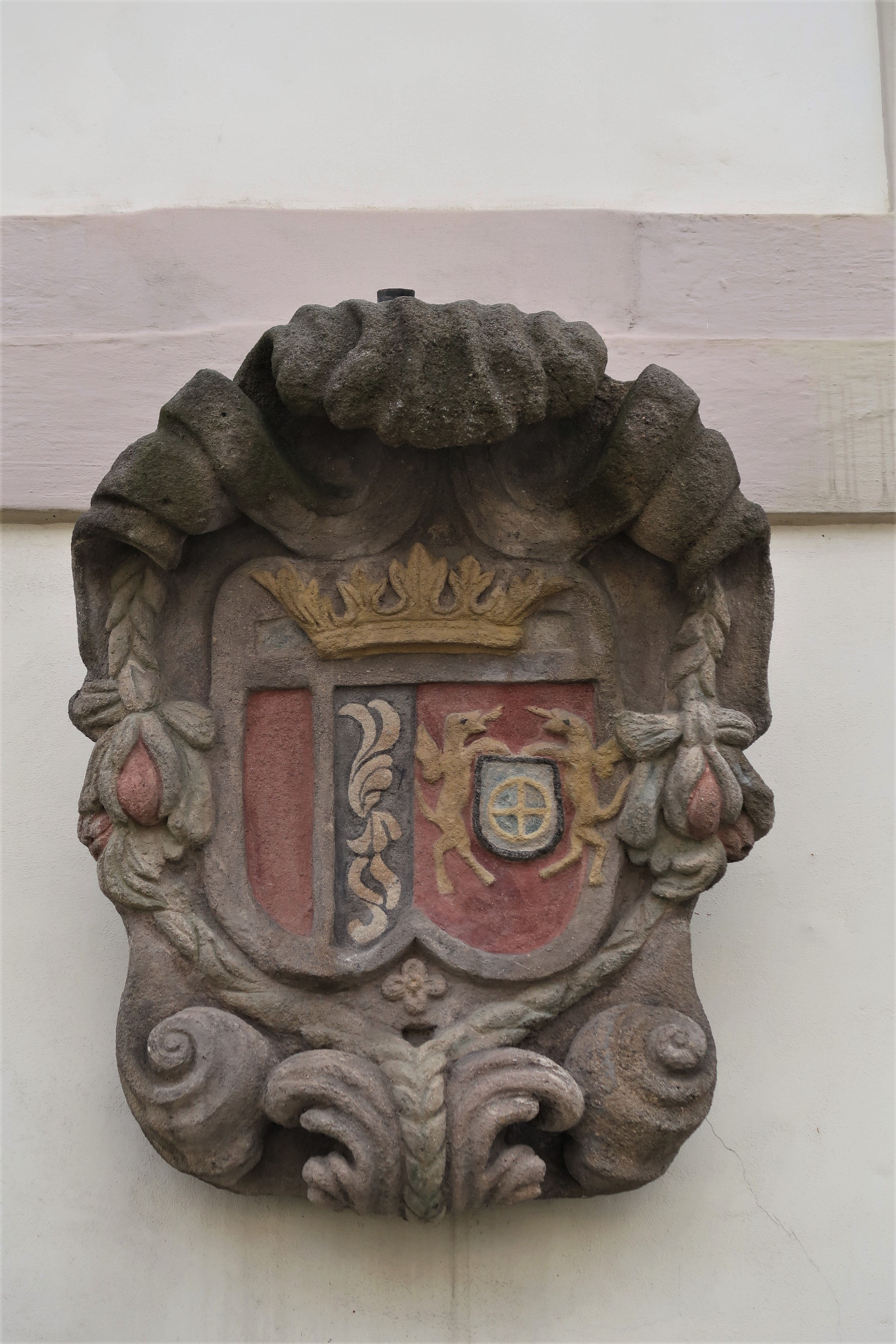
Erb Vratislavů z Mitrovic a Koců z Dobrše nad severním vstupem do zámku